# ウェンロックとマンデヴィル

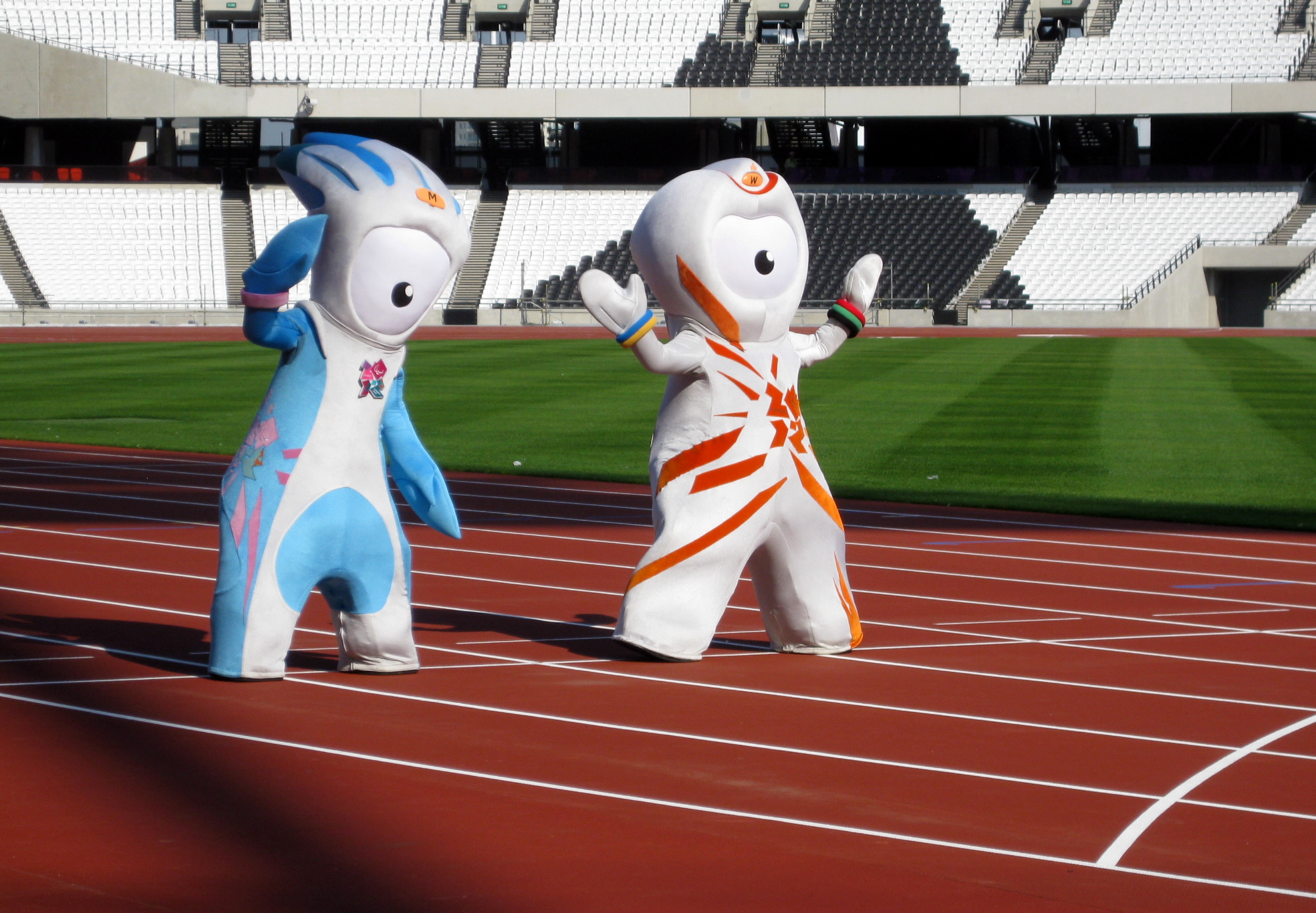
マンデヴィル（左）とウェンロック

ウェンロックとマンデヴィル（Wenlock and Mandeville）は、それぞれ2012年ロンドンオリンピックと、2012年ロンドンパラリンピックの公式マスコットキャラクターである。

## 概要

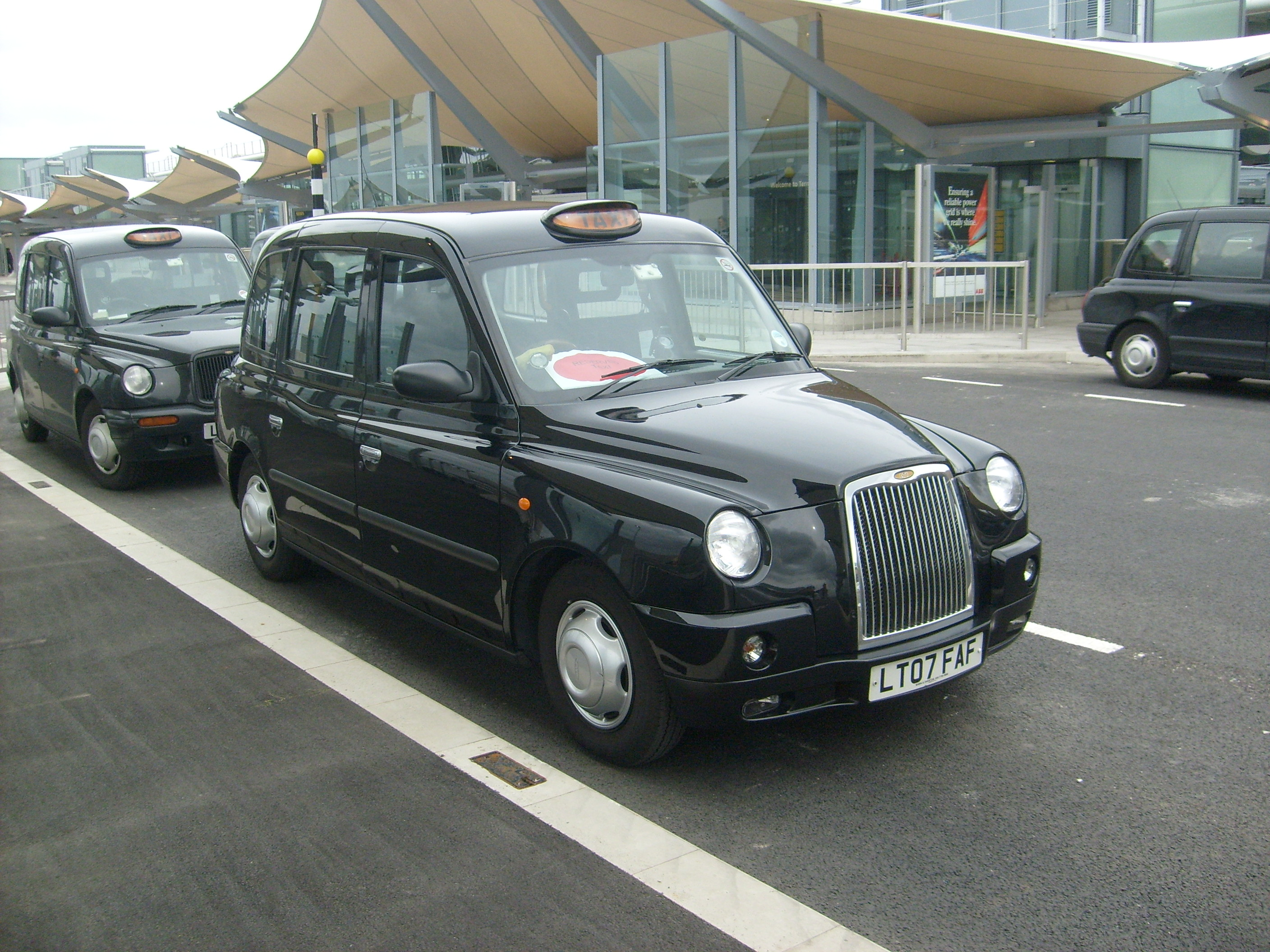
ロンドンタクシー。

ウェストミンスター宮殿（国会議事堂）の時計塔「ビッグ・ベン」やバッキンガム宮殿の衛兵などをモチーフとした、ご当地バージョンも多数展開された。また、短編アニメ4部作も作られた。
なお、Wolff Olins社によるオリンピックのロゴを含め、一部の批評家からはオリンピックのデザインシンボルについて酷評されており、目が1つしかないキャラクターは差別に繋がるという意見もある。
2体共通の特徴
どちらも「IRIS NATION」社のGrant Hunterによるデザインで、2010年5月19日に発表された。額付近にはロンドンタクシーのランプを思わせるオレンジ色の小さなものがあり、それぞれW、Mの一文字が書かれている。また、目はカメラになっており、感動的なシーンを収めることが可能となっている。
この2体の「五輪スタジアムの建設に携わっていた老人が定年後、スタジアムに使われた最後の鉄骨のしずくで孫のために作った人形が、虹の光を受けて生命が吹き込まれた」という設定は、児童作家マイケル・モーパーゴ（Michael Morpurgo）の考案という。

## ウェンロック
名称の由来は、シュロップシャーの地名マッチ・ウェンロック。
両腕には「フレンドシップ・バンド」という五輪カラーのブレスレット（右が青・黄、左が赤・緑・黒）をはめている。

## マンデヴィル
名称の由来は、アリスバーリーにある病院ストーク・マンデヴィル・ホスピタルから来ている。
頭部はロードレース (自転車競技)用ヘルメットのような流線形をしており、右腕にはピンク色のタイマー付き腕時計をしている。